# Jan Daniel Beynon

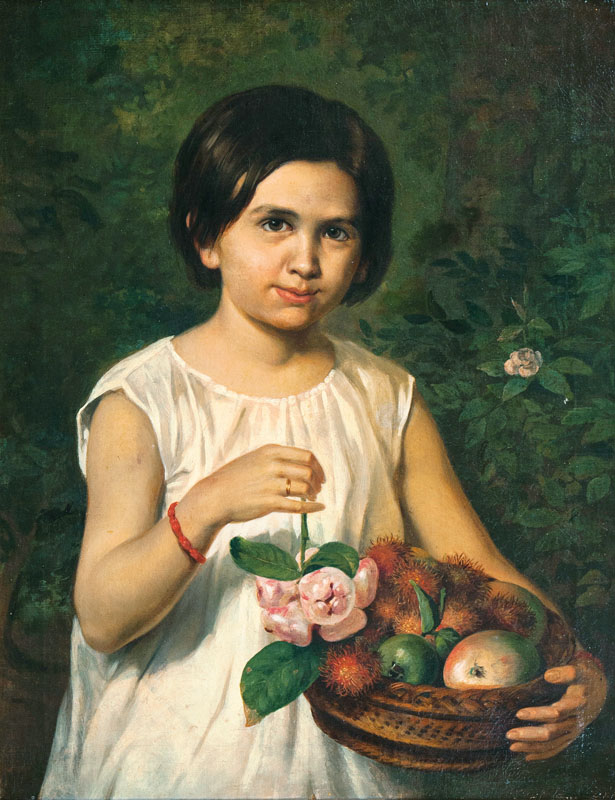
Indonesisches Mädchen mit einem Früchtekorb

Jan Daniel Beynon (* 1830 in Batavia, Niederländisch-Indien; † 29. Juli 1877 ebenda) war ein niederländischer Porträt- und Landschaftsmaler.

## Leben
Seine Vorfahren standen im Dienste der Niederländischen Ostindien-Kompanie VOC (niederländisch: Vereenigde Oostindische Compagnie). Sein Vater war Mitbesitzer der Firma Beynon Brüder. Dank seiner finanziellen Unterstützung konnte sich Jan Daniel eine künstlerische Ausbildung in den Niederlanden leisten.
Er begann sein Malerstudium 1848 in Amsterdam an der Königlichen Akademie der bildenden Künste bei Cornelis Kruseman und Nicolaas Pieneman.
Jan Daniel Beynon zeigte seine Werke auf den Kunstausstellungen in Amsterdam und Den Haag von 1852 und 1853.
Im Jahr 1855 kehrte Beynon in seine Heimatstadt Batavia zurück, wo er für den Rest seines Lebens blieb. Er gründete sein Studio in Molenvliet (Jalan Gajah Mada). Zu dieser Zeit waren Beynon und Raden Saleh die einzigen ausgebildeten Maler auf Java.
Beynon behielt auch Kontakt mit den niederländischen Künstlerkreisen, wie zwei seiner Gemälde an der Amsterdamer Ausstellung von 1868 beweisen.
Trotz seines kurzen Lebens – er ist im Alter von 47 Jahren gestorben – hat Beynon eine große Sammlung von Gemälden geschaffen, speziell von Landschaften und Szenen aus dem Javaner Alltag, sowie Porträts, von denen die meisten in den letzten zehn Jahren seines Lebens entstanden sind.